# 荷氏家蠶
荷氏家蠶（学名：Bombyx horsfieldi）为蠶蛾科家蠶屬下的一个种。